# Сеново
Вижте пояснителната страница за други значения на Сеново.
Сѐново (местно произношение: Сѐньово) е град в Североизточна България, област Русе, община Ветово. По данни на ГРАО към 15 юни 2023 г. в града живеят 1330 души по настоящ адрес и 1378 души по постоянен адрес.

## География
Намира се на 25 км от гр. Разград и на 45 км от гр. Русе. Край Сеново минава първата построена в България железопътна линия Русе – Варна. На 3 км от селото е жп гара Сеново.
Град Сеново се намира в югозападната част на географската област Лудогорие. Надморската височина на селището е 185 м. Старата част на града е разположена в дълбока тясна долина. Северният ѝ склон е каменист, а южният е обрасъл с гора, която до известна степен спира при дъждове пороите, идващи от местността „Калето“. Градчето е застроено от местността „Караач бунари“ (Брястови кладенци) до опирането в течението на р. Бели Лом. Основните квартали са „Дерелика“, „Новата махала“, „Жабешката махала“, „Центъра“, „Поляната“ (новото застрояване до кметството). Общата застроена площ е 2816 дка. Землището на Сеново граничи със землищата на селата Глоджево, Каменово, Равно, Кривня, Дряновец, Топчии, Просторно и Раковски. Средната лятна температура е около 25 °C, а зимната – 2 °C. Преобладаващите дървесни видове са дъб, бряст, ясен, липа, габър, върба, глог, топола, акация и др. От нискостеблените се срещат леска, шипка, смрадлика, дрян, трънка, люляк и др. Фауната е близка на тази, която е типична за хълмисто – гористите области на Дунавската равнина. В непосредствена близост до западния край на селището минава река Бели Лом, която в миналото е дала основа за мелничарството в района. Извършената корекция и построяването на яз. „Бели Лом“ променят меандровия облик и състава на водата. Средната дълбочина на водния пласт е около 50 – 60 см. Особено важни за района са скалите. В тях има много пещери, скални манастири и килии. В тези скали се намира най-голямата пещера в Лудогорието – „Божкова дупка“ с дължина 315 м. Поради разположението си в дълбока долина, Сеново е било подлагано на редица наводнения.

## История
Коренното население на Сеново спада към локалната българска етнографска група „капанци“. Сведенията за възникването на селището са малко и противоречиви. Най-вероятно то е преместено на сегашното място от близко старо селище през средата на 14 век. Версиите за името Сеново също са няколко. Първата е от добиването на сено от буйната ливадна растителност. Втората версия е, че след създаването на селището местните започнали да го наричат „Ново село“. По време на Османското владичество то е изгаряно няколко пъти и отново застроявано. По тази причина селото е било все ново и така буквта „в“ отпаднала, за да се получи Сеново (не издържа много, защото на капански диалект е Сеньово). Третата версия идва от арабската дума „сиян“, означаваща мочурливо място. Четвърта версия е от друга арабска дума „сен“, означаваща „зъб“. Този зъб се свързва с каменния блок, кацнал като зъб върху скалата „Сиври канара“ (Острата скала). Петата версия е името да произхожда от диалектните думи „сеня“ или „сенище“, които означават правя или хвърлям сянка от големи клони, тъй като първата махала е била под гората на северния скат.
Надгробни могили и следи от селища:
- надгробни могили в „Ерамас чаир“ (Нераждаща ливада), в местността „Коли балък“, в местностите „Бента“ и „Гъгъра кула“
- тракийско селище на билото на скалата „Шанлъка“;
- белези от антични и ранновизантийски селища са открити в местността „Юртлук“, в долния край на селището в двора на бивщето ТКЗС до местността „Бента“ и до скалата „Сиври канара“ – Калето;
- средновековни селища е имало в местностите „Кърши“, срещу скалата „Шанлък“ (на левия бряг на река Бели Лом) и др.

Скални манастири:
- в скалния масив „Шанлъка“ – една църква, 14 килии, 7 ниши от 12 – 14 век, на височина от 8 до 27 метра;
- скален манастир „Св. Димитър“.

Поломието е завладяно от османците през 1388 г. В турските регистри селото е записвано като Сенофче, Сенова или Сенува. Движението на населението през 17 в. е от 14 ханета – близо (1670 г.) до 0,25 ханета (1676 г.). След това пак започва да нараства. Владеенето на земите минава през ленно-спахийския период и чифлишкия. По време на началото на Руско-турската война група младежи от Сеново отиват за малко при руските войски. На връщане са заловени и осъдени като шпиони в Шумен. Младежите са Марю Стоянов – 22-годишен (обесен на мегдана в квартал „Варуша“ в Разград, Петър Стоянов – 25-годишен (обесен на една круша на площадче със сегашно име „Момина чешма“ в Разград, Никола Донев (Гайдарджията) – 25-годишен (обесен на черница в двора на дядо Йовчо – Сеново). Селото е освободено на 30 януари 1878 г. През 1881 г. селото е имало 650 жители, през 1910 г. са били 1839, през 1926 – 2379, през 1946 – 2663, 1975 – 2236, през 1999 г. са били 2200, а през 2006 – 1581. От 7 септември 1984 г. Сеново е със статут на град.
Каолиновите находища са разкрити през 1932 г. във Ветово. Тогава е продаден и първият вагон с тази суровина. Първата фабрика за промиване на каолин е започната от братя Пенчеви през 1936 г., а работи от 1937 г. През същата година акционерно дружество „Дунав“, търговците Колю Маринов и Йордан Градинаров от Разград, Стефан Куюмджиев от Русе наели фабриката. Национализирана е през декември 1947 г. Сега каолиновият комбинат е частно акционерно дружество.

## Религии
Православие
Църквата „Света Богородица“ е завършена 1875 г. Майстор е Уста Драго от дряновските села. Осветена е през м. октомври 1883 г. от митрополит Григорий. Строена е на доброволни начала. Пръв свещеник поп Георги Христов. Иконописците са от от Тревненската школа. През 1899 г. щедри дарения правят Стойчо Иванов, Стоян Друмев, Матьо Иванов, Георги Коцев, Джура Бобев, Кольо Георгиев, Стоян петков, Райчо Петров, Иван Райчев, Коци Петков, Друми Тончев, Еньо Върбанов, Господин Стоянов, Петко Недялков, Йовчо Христов. Камбанарията е преустроена 1922 г. от род Анчовлу. Иконата „Света Богородица“ е дарена от майор Шамин през 1879 г. Той е един от освободителите на с. Сеново.
Джамия
Построена 1871 г. от същия майстор Уста Драго. През 1963 г. е съборена.

## Политика
Кметове от 1878 г. са:
- Кара Яйха (1878)
- Георги Пенков (1878 – 1883)
- Гани Стоянов (1884)
- Петър Попов (1885 – 1892)
- Друми Маринов – Байгъна (1898 – 1901)
- Гани Ганев (1902)
- Цани Хр. Стефанов (1903 – 1904)
- Стоян Ч. Цанков (1905)
- Цани Хр. Стефанов (1906 – 1913)
- Марин Иванов, Б. Иванов (1914)
- Цони Стоянов (1915)
- Коци Чобанов (1915 – 1918)
- Цони Стоянов (1919)
- Стоян Енчев (1920 – 1922)
- Тодор Х. Маринов (1922 – 1923)
- Катерин Янков (1924 – 1925)
- Пени Русев Кочев (1926)
- Иван Ганев (1927 – 1928)
- Димитър Илиев Кушков (1929)
- Тончо Димитров Тончев (1930 – 1931)
- Иван Бобев Джуров (1932)
- Райчо Цонев Райчев (1933)
- Стоян Енчев Стоянов (1934)
- Иван Тодоров – Лонджата (1935)
- Георги коларов (1936)
- д-р Малчо Малчев (1936)
- Трифон Минчев Ковачев (1937 – 1939)
- Атанас Стоянов Кънчев (1940 – 1941)
- Неделчо Вачков (1942 – 1944)
- Димитър Караиванов (1944)
- Петко Коцев Печаков (1945)
- Георги Иванов Адашев (1946)
- Марко Пеев Чинков (1947 – 1948)
- Дамян Неделчев Дамянов (1948)
- Стоян Стоянов Чинков (1949 – 1952)
- Харизан петров ХАризанов (1952 – 1955)
- Марин Иванов Вълев (1955 – 1958)
- Донка Иванова Тодорова (1959 -1971)
- Рудолф Радев Гьоков (1972 – 1973)
- Марин Иванов Вълев (1974 – 1979)
- Драгомир Стоянов Драгомиров (1979 – 1988)
- Атанас Цанев Атанасов (1989 – 1990)
- Иван Борисов Вачков (1990)
- Неделчо Костадинов Неделчев (1991)
- Дечо Ангелов Дечев (1992 – 1996)
- Васил Кръстев Василев (1997 – 1999)
- Иван Георгиев Трендафилов (1999 – 2003)
- Йордан Колев (2003 – 2007)
- Атанас Цанев Атанасов (2007 – 2011)
- Инна Георгиева (от 2011 г.)

## Икономика
В град Сеново се намира централното управление на фирма „Каолин“ АД – лидерът в производство на каолин, пясък и шамот на територията на целия Балкански полуостров. Фирмата е с дългогодишни традиции.

## Обществени институции
В далечното минало роля на обществени храмове за населението са изпълнявали скалната църква и скалните манастири. През 1850 г. била построена малка приземна стая, която изпълнявала функциите на селска църква. През 1870 г. започнали опити на помощника на тогавашния кмет Кара Яйха – Чобан Иван за получаване на разрешение за строеж на църква. Тези усилия се увенчали с успех през 1873 г. и строителството започнало веднага. Църквата била завършена през 1875 г. и осветена през октомври 1883 г. с името „Св. Богородица“. Джамията в с. Сеново е построена през 1871 г. Поради подкопаване от подземни води е разрушена 1963 г. През 1992 г. е издигната малка постройка, която сега се използва за мюсюлмански храм.
- Първото известно килийно училище се открива през 1845 г. Килиен учител е бил един пещерен монах. От 1858 г. се строи училище, което по конфигурация е взаимно. Постройката е била на мястото, където днес живее Друми Бонев. Втора училищна сграда с три класни стаи е построена през 1880 г. в градинката пред фурната. В нея се е учило до 1921 г. Тогава се изгражда друга училищна сграда в горната част на селото с шест класни стаи. Това училище било наречено „Христо Ботев“ и се оформило като начално. Старата сграда се ползвала за читалище от 1922 г. до 1958 г. През 1922 г. в центъра на селището е построено училище с осем класни стаи „Св. св. Кирил и Методий“ и станало прогимназиално. Сега е основно училище.
- Детска градина е разкрита през 1941 г. Първа детска учителка е била Снежина Церковска, внучка на земеделския деец и поет Цанко Церковски. По това време тя е била в селото с майка си. Снежина Церковска е завършила курс за детски учителки в София при Пенка Касабова. Приети са 30 деца, възпитавани по модерни методи. Престоят на Снежина Церковска е бил две години. През 1954 г. се разкрива детска лятна градина, която се развива в целодневна.
- Читалището в с. Сеново е основано на 21 ноември 1894 г. от учителите Вачко Неделчев и Тодор Георгиев. Носи името „Нов живот“.

## Личности
Видни общественици в селото до 1944 г. са били Вачко Неделчев, Джура Бобев, Стойчо Иванов, Стоян Друмев, Кольо Георгиев, Марин Друмев, Костадин Неделчев, Тодор Колимов, Джура Цонев, Петко Печаков, Анчо Пенчев, Иван Бобев Джуров, Марин Иванов, Георги Ардашев, Спас Адашев, Цанко Спасов Цанков, Неделчо Вачков и др.
- проф. д.п.н. Пламен Радев Иванов, внук на Иван Бобев Джуров, ръководител на катедра „Педагогика и управление на образованието“ и председател на Общото събрание на педагогически факултет на ПУ „Паисий Хилендарски“
- проф. д-р Веселин Христов Цанков, БСУ, председател на Постоянната комисия по социални и правни науки и социална сигурност към НАОА